# Circo di Stato di Chișinău
Il Circo di Stato di Chișinău (in romeno: Circul de Stat din Chișinău) è un palazzo situato a Chișinău, capitale della Moldavia.

## Storia
L'edificio venne costruito in epoca sovietica nel 1981, su progetto del capo architetto S. M. Șoihet (Premio di Stato del SSR moldavo nel 1984). Prima di questo, le esibizioni circensi erano tenute in strutture temporanee. Secondo le fonti dell'epoca, il circo di Chisinau era il quarto al mondo e il primo dell'Unione Sovietica in termini di bellezza e capienza di spettatori.
Il 25 aprile 1982 fu presentato il primo programma di spettacoli in occasione del 60º anniversario della fondazione dell'URSS: per un mese, il circo di Chisinau diede da 36 a 57 spettacoli, mentre il resto dei circhi dell'URSS organizzava in media 12-14 spettacoli. Gli artisti che si esibirono a Chisinau provenivano da Russia, Bielorussia, Ucraina, Germania est, Cina, Finlandia e altri paesi.
Dopo il crollo dell'Unione Sovietica, il Circo di Stato entrò in crisi  e l'edificio venne abbandonato al degrado. Nel 2004 il circo è stato chiuso per riparazioni, e da allora nel suo edificio non si è più tenuto alcun spettacolo circense.
Nel 2006 venne annunciata la riorganizzazione e privatizzazione del Circo di Chisinau in società per azioni e la sua vendita, per attirare investimenti privati. Nel 2010 la Procura generale della Repubblica di Moldavia ha dichiarato illegale la vendita del circo, incriminando numerosi dipendenti del Ministero della Cultura della Moldavia coinvolti in operazioni illegali, tra cui un accordo sul trasferimento dell'uso del palazzo ad una società straniera offshore con sede a Cipro per 29 anni. La Procura generale ha ordinato al Ministero della Cultura di riportare il circo al suo precedente status e di annullare la decisione sulla sua privatizzazione. Su questo fatto, così come su molti altri scandali simili (in particolare quello riguardante il Teatro Luceafărul), sono state avviate diverse inchieste penali. Nel frattempo, il tetto e le pareti dell'edificio sono stati completamente rinnovati, così come gli spogliatoi e un piccolo box, mentre il resto del palazzo del circo, compreso l'ingresso principale (e la scala che conduce ad esso), è stato lasciato nel degrado, con alcune delle enormi vetrate riparate con il cartone duro.
Il 30 maggio 2014 è stata inaugurata una piccola area circense, con 300 posti a sedere per gli spettatori e un'arena del diametro di 9,51 metri.

## Architettura
La sala principale degli spettacoli disponeva di un'arena circolare del diametro di 13 metri, con 1900 posti a sedere per gli spettatori, mentre dietro le quinte poteva lavorare un centinaio di persone.
La cupola dell'edificio è apribile. Intorno all'auditorium erano presenti il foyer semicircolare, decorato da murales in stile encaustico realizzati dal pittore P. Obuh, e alcune terrazze estive panoramiche. Il circo era dotato di attrezzature moderne: dispositivi audio e di illuminazione, una radio e un cinema.
Altresì presente un'arena speciale per le prove, oltre a sale per artisti e assistenti, stanze per accogliere gli animali con relativo ambulatorio veterinario.